# British Aerospace Skyflash
Skyflash var en jaktrobot med semiaktiv radarmålsökare som utvecklades av Hawker Siddeley för att bäras av Royal Air Forces Phantom FGR.2. Roboten är en vidareutveckling av den amerikanska AIM-7 Sparrow.
Roboten användes även i svenska flygvapnet som huvudbeväpning på JA 37 Viggen. Den svenska beteckningen var Robot 71. Roboten är numera ersatt med AIM-120 AMRAAM i de flesta länder.